# Mekar Bakti
Mekar Bakti is een bestuurslaag in het regentschap Tangerang van de provincie Banten, Indonesië. Mekar Bakti telt 21.021 inwoners (volkstelling 2010).